# Thalamoporella lioticha
Thalamoporella lioticha är en mossdjursart som först beskrevs av Ortmann 1890.  Thalamoporella lioticha ingår i släktet Thalamoporella och familjen Thalamoporellidae. Inga underarter finns listade i Catalogue of Life.